# Yuto Ozeki
Yuto Ozeki (japanisch 大関 友翔 Ozeki Yuto; * 6. Februar 2005 in Kawasaki, Präfektur Kanagawa) ist ein japanischer Fußballspieler.

## Karriere

### Verein
Yuto Ozeki erlernte das Fußballspielen in der Jugen von Kawasaki Frontale. Hier unterschrieb er am 1. Februar 2023 seinen ersten Profivertrag. Der Verein aus Kawasaki spielte in der ersten Liga, der J1 League. 2023 wurde er einmal in der AFC Champions League Elite eingesetzt. Hier kam er in einem Gruppenspiel gegen den südkoreanischen Vertreter Ulsan HD FC zum Einsatz. In dem Auswärtsspiel am 12. Dezember 2023 wurde er in der 77. Minute für den verletzten Tatsuki Seko eingewechselt. Die Saison 2024 wurde er an den Drittligisten Fukushima United FC ausgeliehen. Für den Verein aus Fukushima bestritt er 33 Drittligaspiele. Hierbei erzielte er acht Treffer. Nach der Ausleihe kehrte er im Januar 2025 zu Kawasaki Frontale zurück. Am 3. Mai 2025 stand er mit Frontale im Finale der AFC Champions League Elite. Hier musste man sich jedoch dem saudi-arabischen Vertreter al-Ahli mit 2:0 geschlagen geben.

### Nationalmannschaft
Yuto Ozeki spielte 2023 dreimal für die japanische U18-Nationalmannschaft. 2024 kam er dreimal für die U19 zum Einsatz. Mit der U20-Mannschaft nahm er 2025 an der U20-Asienmeisterschaft in China teil. Im Halbfinale musste man sich dem späteren Sieger
Australien mit 2:0 geschlagen geben.

## Erfolge
Kawasaki Frontale
- AFC Champions League Elite-Finalist: 2024/25